# Jean Rivera
Jean Rivera (Cali, Valle del Cauca, Colombia; 28 de septiembre de 1997), es un futbolista colombiano. Juega como delantero y actualmente milita en Monagas Sport Club de la Primera División de Venezuela.

## Clubes
| Club                       | País      | Temporadas    |
| -------------------------- | --------- | ------------- |
| Atlético Nacional          | Colombia  | 2017 -        |
| Real San Andrés (préstamo) | Colombia  | 2018          |
| Envigado F. C. (préstamo)  | Colombia  | 2020          |
| Orsomarso                  | Ecuador   | 2022-2023     |
| Monagas SC                 | Venezuela | 2024-presente |

## Estadísticas
Actualizado al último partido disputado el 6 de junio de 2019.
| Club                         | Div                 | Temporada           | Liga  | Liga  | Copa Nacional | Copa Nacional | Copa Internacional | Copa Internacional | Total | Total |
| Club                         | Div                 | Temporada           | Part. | Goles | Part.         | Goles         | Part.              | Goles              | Part. | Goles |
| ---------------------------- | ------------------- | ------------------- | ----- | ----- | ------------- | ------------- | ------------------ | ------------------ | ----- | ----- |
| Atlético Nacional · Colombia | 1.ª                 | 2017                | 0     | 0     | 1             | 0             | -                  | -                  | 1     | 0     |
| Atlético Nacional · Colombia | Total               | Total               | 0     | 0     | 1             | 0             | -                  | -                  | 1     | 0     |
| Real San Andrés · Colombia   | 2.ª                 | 2018                | 23    | 3     | 1             | 0             | -                  | -                  | 24    | 3     |
| Real San Andrés · Colombia   | Total               | Total               | 23    | 3     | 1             | 0             | -                  | -                  | 24    | 3     |
| Atlético Nacional · Colombia | 1.ª                 | 2019                | 11    | 0     | -             | -             | -                  | -                  | 11    | 0     |
| Atlético Nacional · Colombia | Total               | Total               | 11    | 0     | -             | -             | -                  | -                  | 11    | 0     |
| Total en su carrera          | Total en su carrera | Total en su carrera | 34    | 3     | 2             | 0             | -                  | -                  | 36    | 3     |

## Palmarés

### Torneos nacionales
| Títulos         | Club              | País     | Año  |
| --------------- | ----------------- | -------- | ---- |
| Torneo Apertura | Atlético Nacional | Colombia | 2017 |